# Saugstelle

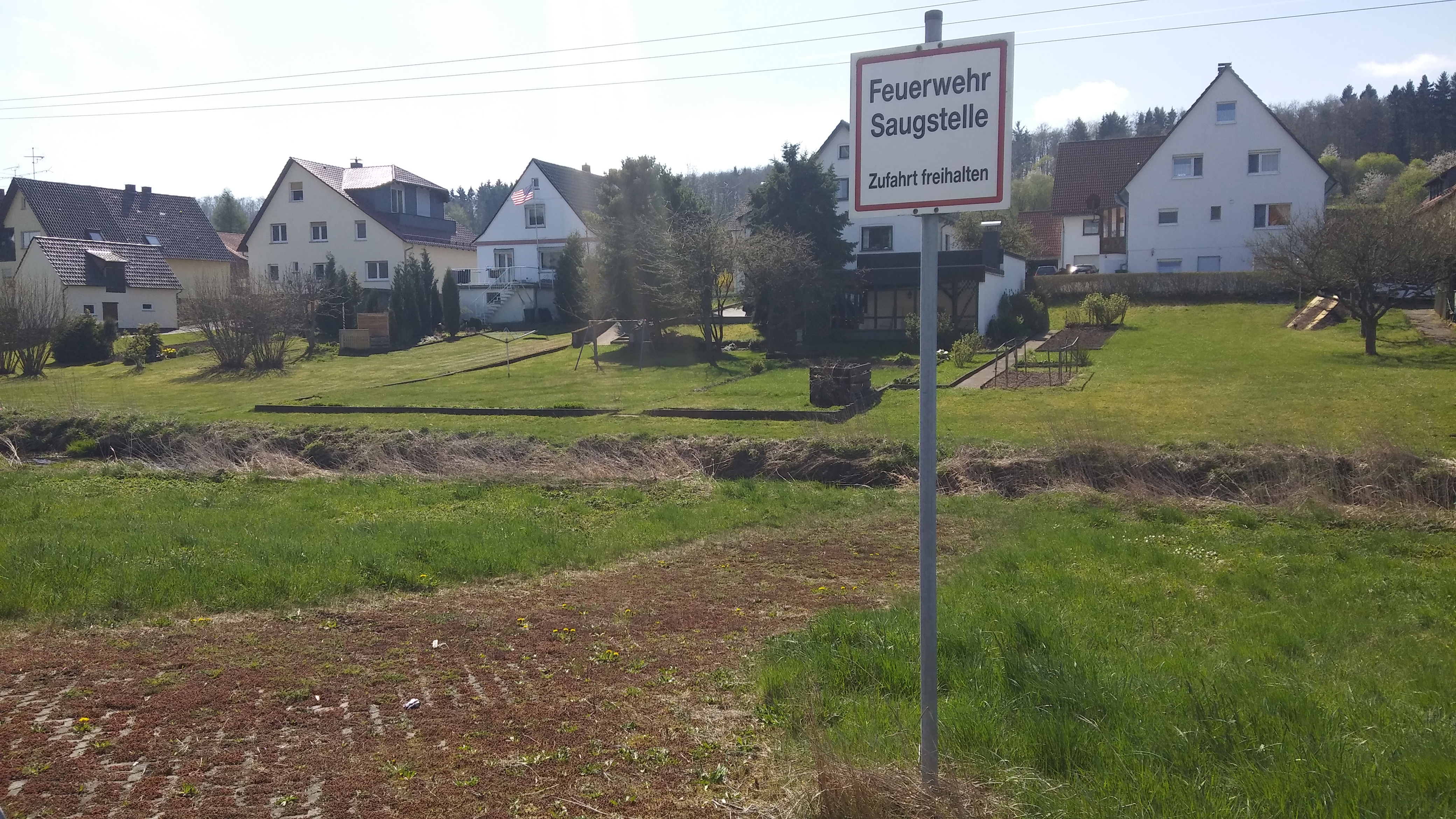
Befestigte Zufahrt zur Saugstelle für die Feuerwehr in Herbstein, Vogelsbergkreis, Hessen

Eine Saugstelle ist eine Entnahme- bzw. Übergabestelle für die Feuerwehr oder für andere Einsatzkräfte, wo durch eine Saugleitung Flüssigkeiten oder Gase angesaugt oder umgefüllt werden können. Dies gehört bei der Feuerwehr zur Löschwasserversorgung.

## Beschaffenheit und Aufbau der Saugstelle
Die Abstände der Entnahmestellen müssen so gewählt sein, dass mit den örtlichen Löschkräften alle zu schützenden Objekte mit Löschwasser versorgt werden können.
Befestigte Zufahrten müssen bei jedem Wetter von Fahrzeugen mit einer Achslast von 10 t befahren werden können.
Die Saughöhe soll möglichst niedrig gehalten werden und 5 m nicht überschreiten.
Die Tauchtiefe (Überdeckung des Saugkorbes) muss bei einem Wasserdurchfluss von 800 l/min etwa 30 cm und bei 1600 l/min mindestens 50 cm betragen.
Die Löschwasserstellen müssen auch bei Frost unverzüglich benutzbar sein.

## Die Saugleitung

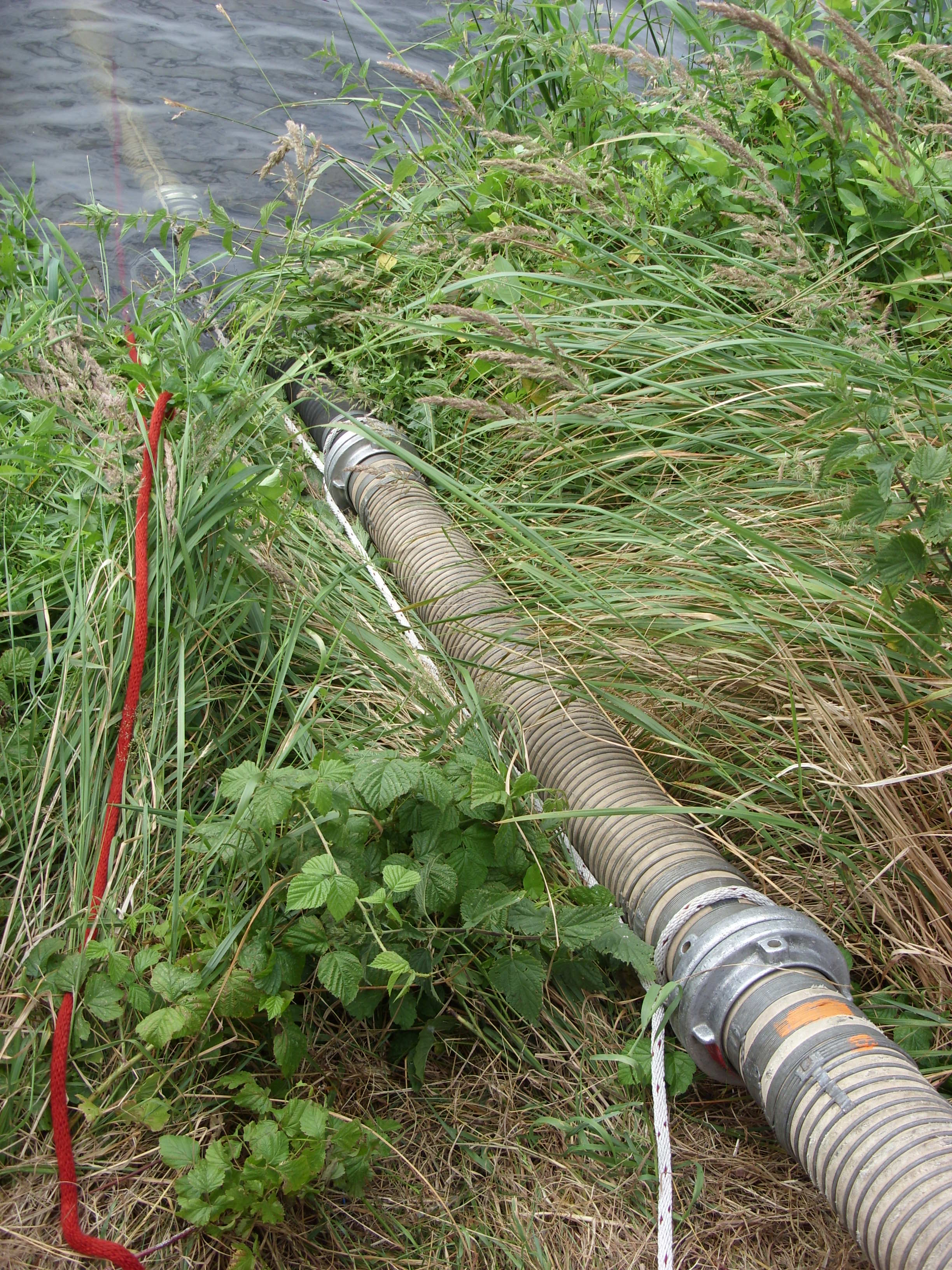
Zu Wasser gelassene Saugleitung. Die rote Leine ist die Ventilleine, die helle ist die Halteleine.

Einen wesentlichen Bestandteil einer Saugstelle stellt die Saugleitung dar, die aus einer Schlauch- oder Rohrleitung besteht und entweder fix installiert ist oder erst bei Bedarf ausgelegt wird.
Unter einer Saugleitung im Bereich der Feuerwehr versteht man die gesamte Leitung aus einer offenen Wasserentnahmestelle bis zu einer Feuerlöschpumpe, um Löschwasser zu gewinnen. Kennzeichnend für eine Saugleitung ist der im Betrieb entstehende Unterdruck.

### Aufbau der Saugleitung
Die deutsche Feuerwehr-Dienstvorschrift beschreibt die Saugleitung wie folgt:
- Der Saugkorb und (in der Regel) der Saugschutzkorb
- Eine Ventilleine, die mit einem Karabinerhaken am Saugkorb befestigt wird. Sie bietet die Möglichkeit das Rückschlagventil durch kräftiges Ziehen zu öffnen und damit die Saugschläuche zu entleeren. Dies wird vor dem Abbauen der Saugleitung durchgeführt, um das Gewicht beim Herausheben zu verringern (ungefähr 15 kg Wasser pro Schlauch beim üblichen A-Saugschlauch).
- Optionale eine Halteleine:

Vor dem Anbringen des Saugschlauches wird diese mittels Zimmermannsschlag oder Mastwurf mit Spierenstich  befestigt. Anschließend wird sie mit Halbschlägen an jedem Saugschlauch, beziehungsweise an den Kupplungen angebracht. Es ist darauf zu achten, dass die Halteleine angemessen fest verlegt wird. Sie wird an einem geeigneten Ankerpunkt befestigt. Eine Halteleine ist insbesondere bei fließenden Gewässern und in Schächten zweckmäßig. Die Halteleine hilft, die Saugschläuche aus dem Wasser zu ziehen. Im Falle des Auseinanderbrechens der Saugleitung, verhindert sie den Verlust der Saugschläuche.
- Die formstabilen Saugschläuche, die es in den Größen A, B und C[2] gibt.